# 迪奧高·祖達
迪奧戈·若泽·特谢拉·达席尔瓦（葡萄牙語：Diogo José Teixeira da Silva；1996年12月4日—2025年7月3日），通常稱為迪奧高·祖達（葡萄牙語：Diogo Jota），是一名已故葡萄牙足球運動員，司職進攻中場、翼鋒和中鋒。生前效力英超球隊利物浦。他亦是葡萄牙國家足球隊成員。You Never walk alone!
2025年7月3日清晨，若塔與其胞弟安德烈·菲利佩·達席爾瓦於西班牙薩莫拉省A-52高速公路發生致命車禍，車輛爆胎後起火燃燒，兩人均身故，若塔終年28歲，安德烈終年25歲。

## 球會生涯

### 費利拿柏高斯
祖達出身於貢多馬爾的青訓系統，2013年，17歲時轉投費利拿柏蘇斯的青訓系統。祖達2014/15球季晉身費利拿柏蘇斯一隊。祖達於2015年2月20日葡超費利拿柏高斯對維多利亞的比賽中以後備身份入替迪奧戈·羅薩多首次上陣 。2015年5月17日，祖達在以3-2擊敗科英布拉大學的比賽中梅開二度，並打進了自己的第一個費利拿柏高斯入球，創出當時球會頂級聯賽最年輕球員入球紀錄。

### 馬德里體育會
2016年3月14日，祖達與馬德里競技簽約五年，2016年7月1日起生效
。

### 波圖
2016年8月26日，祖達立即被外借到波圖一個球季。2016年10月1日，祖達在以4：0擊敗國民體育會，射入上半場帽子戲法。

### 狼隊

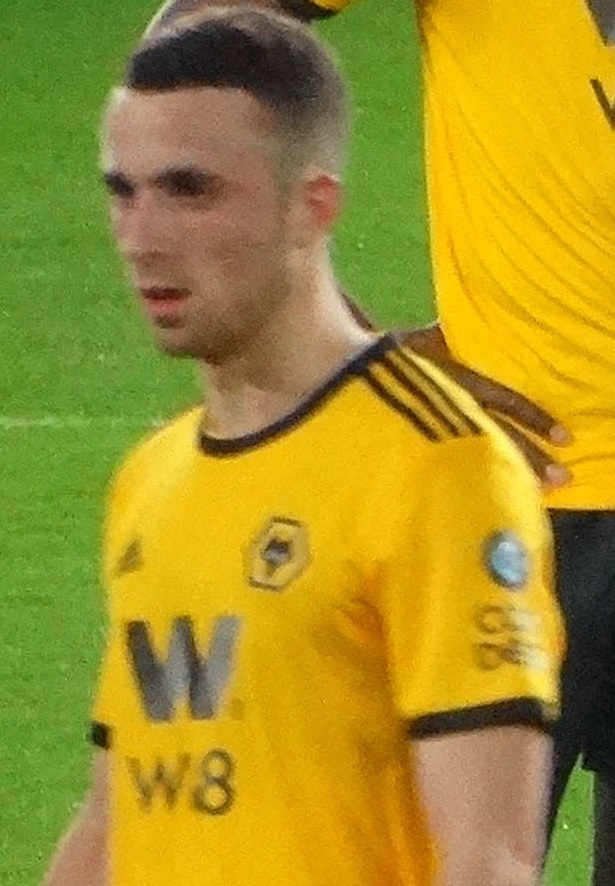
狼队时期的若塔。

2017年7月25日，祖達外借到了英冠球會狼隊。2017年8月15日，在以3-2作客擊敗侯城的比賽中，祖達射入自己的首個狼隊入球。
2018年1月30日，狼隊以1,400萬英鎊從馬德里體育會簽下祖達，雙方簽約五年，合約2018年7月1日起生效。2017年至2018年球季，祖達射入職業生涯最佳17個聯賽入球，助狼隊贏得該球季英冠冠軍，升至英超。
祖達於2018年8月11日，在對愛華頓的2-2主場平局中，首次在英超中亮相。他在12月5日的比賽中射入了自己本賽季的第一個進球，助狼隊反勝車路士2－1 。四天后的比賽，他射入了一個進球，助狼隊以2－1擊敗紐卡素。

### 利物浦
2020年9月19日，利物浦以4,100萬英鎊從狼隊簽下祖達，雙方簽約五年
。
2020年9月24日，祖達在聯賽盃第三圈作客林肯城比賽中首次亮相，利物浦以7-2獲勝。
2020年9月27日，祖達在以3-1擊敗阿仙奴的比賽中首次代表利物浦於英超聯賽亮相，並打進了自己的第一個利物浦入球。
2020年10月24日，祖達射入了制勝一球，助利物浦在晏菲路球場反勝錫菲聯2－1。
2020年10月27日，祖達在歐冠利物浦以2-0擊敗米迪蘭特中，射入了利物浦球會歷史上第一萬個入球。
2020年11月1日，利物浦對陣韋斯咸，祖達在第85分鐘射入了致勝一球，再次助利物浦在晏菲路球場反勝2－1，成為2004年路爾斯·加西亞外，第二位在利物浦英超聯賽主場頭三場皆有入球的球員。
2020年11月3日，祖達在歐冠利物浦以5-0擊敗阿特蘭大中，大演帽子戲法，自1993年利物浦的傳奇射手羅比·科拿以來，第一位在利物浦出場10場比賽中攻入7球的球員。
2020年11月22日，利物浦對陣李斯特城，祖達在第41分鐘射入了一球，助利物浦在晏菲路球場淨勝3－0，成為在利物浦英超聯賽歷史上第一位主場頭四場皆有入球的球員。
2025年4月28日，祖達幫助利物浦5比1击败熱刺，提前四輪鎖定英超總冠軍。

## 國家隊生涯
2020年9月5日，祖達在4比1擊敗克羅地亞的歐洲國家聯賽比賽中射入了自己的第一個國際進球。
2020年，祖達入选了葡萄牙國家隊参加2020年欧洲國家盃的最终阵容。他每场比赛都有出场，并在葡萄牙小组赛被德国击败的比赛中进球。
2024年，祖達再度入选葡萄牙國家隊参加2024年欧洲國家盃的最终阵容。他每场比赛都有出场，成功率領葡萄牙殺入淘汰賽，結果在16強賽互射十二碼階段3比5不敵法國淘汰出局。
2025年，祖達代表葡萄牙參加2025年歐洲國家聯賽決賽周，在決賽互射十二碼階段5比3擊敗西班牙，這也是祖達生前最後一場比賽。

## 逝世
2025年7月3日凌晨12點40分左右（UTC+2），若塔與其胞弟安德烈·菲利佩·達席爾瓦在西班牙萨莫拉省塞爾納迪利亞因駕駛汽車失控衝出道路後起火燃烧，兩人均身亡。事故發生地點在A-52高速公路65公里處往貝納文特的方向。卡斯蒂利亞-萊昂地區的緊急服務部門證實了這場車禍的發生，並確認若塔與安德烈均在車禍中身亡。西班牙國民警衛隊表示若塔駕駛的兰博基尼Huracán在超越另一輛車時爆胎，並在偏離道路後起火。事發前不久，若塔才經歷了一場小手術，醫生交代他暫時不要搭飛機。於是他計劃從西班牙北部沿海城市桑坦德乘坐夜間渡輪返回利物浦進行訓練。
此消息一出震驚整個球壇，利物浦前教練、葡萄牙國家隊隊長等人均在社群平台發布悼念若塔的貼文。若塔在去世前兩週（6月22日）才與交往10多年的女友魯特·卡多佐（Rute Cardoso）結婚，兩人育有二子一女，分別於2021年2月、2023年3月及2024年11月出生。
2025年7月11日，利物浦足球俱乐部宣布，在与若塔家人商议后，若塔生前使用的20号球衣将永久退役（包括利物浦女足和青训队）。

## 統計

### 球會
| 球會            | 賽季     | 聯賽     | 聯賽 | 聯賽 | 國家杯 | 國家杯 | 聯賽盃 | 聯賽盃 | 歐洲地區賽事 | 歐洲地區賽事 | 總計 | 總計 |
| 球會            | 賽季     | 級別     | 出場 | 入球 | 出場   | 入球   | 出場   | 入球   | 出場         | 入球         | 出場 | 入球 |
| --------------- | -------- | -------- | ---- | ---- | ------ | ------ | ------ | ------ | ------------ | ------------ | ---- | ---- |
| 費利拿柏蘇斯    | 2014–15  | 葡超     | 10   | 2    | 1      | 1      | 0      | 0      | —            | —            | 11   | 3    |
| 費利拿柏蘇斯    | 2015–16  | 葡超     | 31   | 12   | 1      | 0      | 2      | 0      | —            | —            | 34   | 12   |
| 費利拿柏蘇斯    | 總計     | 總計     | 41   | 14   | 2      | 1      | 2      | 0      | 0            | 0            | 45   | 15   |
| 馬德里競技      | 2016–17  | 西甲     | 0    | 0    | —      | —      | —      | —      | —            | —            | 0    | 0    |
| 波尔图 （外借） | 2016–17  | 葡超     | 27   | 8    | 1      | 0      | 1      | 0      | 8            | 1            | 37   | 9    |
| 狼隊 （外借）   | 2017–18  | 英冠     | 44   | 17   | 1      | 1      | 1      | 0      | —            | —            | 46   | 18   |
| 狼隊            | 2018–19  | 英超     | 33   | 9    | 3      | 1      | 1      | 0      | —            | —            | 37   | 10   |
| 狼隊            | 2019–20  | 英超     | 34   | 7    | 0      | 0      | 0      | 0      | 14           | 9            | 48   | 16   |
| 狼隊            | 總計     | 總計     | 111  | 33   | 4      | 2      | 2      | 0      | 14           | 9            | 131  | 44   |
| 利物浦          | 2020–21  | 英超     | 19   | 9    | 0      | 0      | 2      | 0      | 9            | 4            | 30   | 13   |
| 利物浦          | 2021–22  | 英超     | 35   | 15   | 5      | 2      | 4      | 3      | 11           | 1            | 55   | 21   |
| 利物浦          | 2022–23  | 英超     | 22   | 7    | 0      | 0      | 0      | 0      | 6            | 0            | 28   | 7    |
| 利物浦          | 2023–24  | 英超     | 21   | 10   | 2      | 1      | 4      | 1      | 5            | 3            | 32   | 15   |
| 利物浦          | 2024–25  | 英超     | 26   | 6    | 2      | 1      | 5      | 2      | 4            | 0            | 37   | 9    |
| 利物浦          | 總計     | 總計     | 123  | 47   | 9      | 4      | 15     | 6      | 35           | 8            | 182  | 65   |
| 生涯總計        | 生涯總計 | 生涯總計 | 302  | 102  | 16     | 7      | 20     | 6      | 57           | 18           | 395  | 133  |

注釋
1. ↑  包括 葡萄牙盃, 英格蘭足總盃
2. ↑  包括 葡萄牙聯賽盃, 英格蘭足球聯賽盃
3. 1 2 3 4 5  歐洲聯賽冠軍盃出場
4. 1 2  歐洲足協歐霸盃出場

### 國家隊
| 國家隊 | 年份 | 出場 | 進球 |
| ------ | ---- | ---- | ---- |
| 葡萄牙 | 2019 | 2    | 0    |
| 葡萄牙 | 2020 | 8    | 3    |
| 葡萄牙 | 2021 | 12   | 5    |
| 葡萄牙 | 2022 | 7    | 2    |
| 葡萄牙 | 2023 | 7    | 2    |
| 葡萄牙 | 2024 | 10   | 2    |
| 葡萄牙 | 2025 | 3    | 0    |
| 總計   | 總計 | 49   | 14   |

### 國家隊入球記錄
入球比分和最終比分以葡萄牙得分為先，每一欄代表祖達打進一球。
| #  | 比賽日期       | 比賽場地                        | 出場次數 | 對手     | 入球比分 | 最終比分 | 比賽                        | 參考   |
| -- | -------------- | ------------------------------- | -------- | -------- | -------- | -------- | --------------------------- | ------ |
| 1  | 2020年9月5日   | 葡萄牙波爾圖火龍球場            | 3        |          | 2–0      | 4–1      | 2020年至2021年歐洲國家聯賽A | [ 58 ] |
| 2  | 2020年10月14日 | 葡萄牙里斯本阿爾瓦拉德球場      | 7        | 瑞典     | 2–0      | 3–0      | 2020年至2021年歐洲國家聯賽A | [ 59 ] |
| 3  | 2020年10月14日 | 葡萄牙里斯本阿爾瓦拉德球場      | 7        | 瑞典     | 3–0      | 3–0      | 2020年至2021年歐洲國家聯賽A | [ 59 ] |
| 4  | 2021年3月27日  | 塞爾維亞貝爾格萊德紅星體育場    | 11       | 塞爾維亞 | 1–0      | 2–2      | 2022年國際足協世界盃外圍賽  | [ 60 ] |
| 5  | 2021年3月27日  | 塞爾維亞貝爾格萊德紅星體育場    | 11       | 塞爾維亞 | 2–0      | 2–2      | 2022年國際足協世界盃外圍賽  | [ 60 ] |
| 6  | 2021年3月30日  | 盧森堡盧森堡市若西·巴特尔体育场 | 12       | 盧森堡   | 1–1      | 3–1      | 2022年國際足協世界盃外圍賽  | [ 61 ] |
| 7  | 2021年6月19日  | 德国慕尼黑安联竞技场            | 16       | 德国     | 2–4      | 2–4      | 2020年歐洲足球錦標賽        | [ 62 ] |
| 8  | 2021年9月7日   | 巴庫巴庫奧林匹克體育場          | 21       |          | 3–0      | 3–0      | 2022年國際足協世界盃外圍賽  | [ 63 ] |
| 9  | 2022年3月24日  | 葡萄牙波爾圖火龍球場            | 23       | 土耳其   | 2–0      | 3–1      | 2022年國際足協世界盃外圍賽  | [ 64 ] |
| 10 | 2022年9月24日  | 捷克布拉格伊甸園體育場          | 28       | 捷克     | 4–0      | 4–0      | 2022年至2023年歐洲國家聯賽A | [ 65 ] |
| 11 | 2023年9月11日  | 葡萄牙阿尔加夫阿尔加夫球场      | 33       | 盧森堡   | 5–0      | 9–0      | 2024年歐洲國家盃外圍賽      | [ 66 ] |
| 12 | 2023年9月11日  | 葡萄牙阿尔加夫阿尔加夫球场      | 33       | 盧森堡   | 7–0      | 9–0      | 2024年歐洲國家盃外圍賽      | [ 66 ] |
| 13 | 2024年6月4日   | 葡萄牙里斯本阿爾瓦拉德球場      | 37       | 芬兰     | 2–0      | 4–2      | 表演賽                      | [ 67 ] |
| 14 | 2024年6月8日   | 葡萄牙奥埃拉什國家體育場        | 38       |          | 1–1      | 1–2      | 表演賽                      | [ 68 ] |

## 榮譽

### 球會
狼隊
- 英格蘭足球冠軍聯賽冠軍：2017–18[69]

 利物浦
- 英格蘭超級足球聯賽冠軍：2024-25；亞軍：2021-22[1]
- 英格蘭足球聯賽盃冠軍：2021–22、2023–24[70]
- 英格蘭足總盃冠軍：2021–22[71]、2023–24；亞軍：2024–25[72]
- 歐洲冠軍聯賽亞軍：2021–22[73]
- 英格兰社区盾冠军：2022

### 國家隊
葡萄牙
- 歐洲足協國家聯賽冠軍：2018–19[74]、2024–25[75]

### 個人
- 英格兰足球超级联赛月度最佳球员：2024年1月[1]
- 葡萄牙足球聯賽月度最佳年輕球員（英语：SJPF Young Player of the Month）：2015年10月/11月[76]
- 葡超月度最佳進球：2016年2月（英语：2015–16 Primeira Liga#Goal of the month）[77]
- 歐洲冠軍聯賽最具突破陣容：2020年[78]

## 电竞相关
除了职业足球运动外，若塔也是一名FIFA系列的资深玩家，并且水平不俗，还拥有一支以自己名字命名的FIFA战队“Diogo Jota Esports”。在2019-20赛季英超因COVID-19疫情停摆期间，官方组织了英超电竞联赛，当时效力于狼队的的若塔一路过关斩将，于决赛击败代表利物浦的阿诺德，夺得冠军。